# Earl Hebner
Earl William Hebner (Richmond, 17 de mayo de 1949) es un árbitro de lucha libre profesional, quien actualmente trabaja para la All Elite Wrestling. Es el hermano gemelo de Dave Hebner. Fue árbitro principal de la WWF/WWE y desempeñó el mismo rol en Raw, entre el 2002 y el 2005. Como árbitro principal Hebner desempeñó esta labor en la mayoría de los eventos principales mientras estuvo en la empresa (1998-2005). También es conocido por ser el referí que valido la victoria de Shawn Michaels por órdenes de Mr. McMahon en el Survivor Series (1997) o también conocido como el Montreal Screwjob.

## Carrera profesional de lucha libre

### Carrera temprana (1977–1988)
Hebner ofició partidos para Jim Crockett Promotions durante gran parte de la década de 1980. Fue el árbitro durante el famoso partido "I Quit" en Starrcade 1985 entre Tully Blanchard y Magnum TA. Se lo puede ver en el ringside durante el primer partido de WarGames en el Great American Bash de 1987, así como el partido final del torneo Bunkhouse Stampede en enero de 1988.

### World Wrestling Federation / Entertainment (1988–2005)
A sólo días después de aquel partido, Hebner debutó en la World Wrestling Federation como un árbitro durante un Campeonato de la WWF campeón partido picaduras Hulk Hogan contra el retador André el Gigante, que se transmitió en vivo el 5 de febrero de 1988, en la NBC 's El evento Principal. En la historia, el hermano gemelo idéntico de Hebner, Dave Hebner, era el oficial asignado, pero sin que Hogan lo supiera, el gerente de André, Ted DiBiase, había sobornado al entonces desconocido Earl Hebner para robar la victoria y el campeonato (Earl y Dave son gemelos idénticos, así que esto era fácil de sacar). Earl luego contó el alfiler de André contra Hogan, a pesar de que los hombros de Hogan estaban claramente fuera del tapete. Mientras André y DiBiase estaban celebrando (con André "vendiendo" rápidamente su título a un DiBiase encantado), Dave (a quien DiBiase había encerrado en un armario antes del partido) corrió al ring y se enfrentó a Earl. Los dos hermanos discutieron, y luego lucharon entre sí en el medio del ring. Hulk Hogan, al darse cuenta de que el "gemelo malvado" de Dave lo había rescatado, levantó a Earl y la prensa de gorilas lo golpeó contra las cuerdas y lo llevó al pasillo (falta DiBiase). Era parte de la historia que Hogan perdiera el título para poder comenzar a filmar en No Holds Barred.
Este partido ayudó a organizar un torneo de eliminación de 14 hombres en WrestleMania IV, ya que el presidente de WWF Jack Tunney declaró el título "vacante" una semana después del partido del Evento Principal ya que el Campeonato de WWF "no se puede comprar o vender", donde el ganador ganaría El Campeonato Mundial de Peso Pesado WWF. Vince McMahon pagó a ambos Hebners un bono de $ 2,500 por participar en el ángulo.
Mientras tanto, WWF continuó generando calor para Earl Hebner a través de un "informe de investigación" de kayfabe publicado en la publicación insignia de las promociones, WWF Magazine. El artículo afirmaba, a través de una historia de fondo ficticia , que Dave había estado "plagado por las fechorías de su hermano Earl" durante toda su infancia, citando ejemplos como las trampas de Earl en la escuela y, mientras se hacía pasar por Dave, haciendo cosas como intimidar a otros estudiantes y abandonando a la linda novia de Dave en una acera en un barrio marginal por la noche. El informe continuó señalando que, a pesar del atractivo de Dave del controvertido final del partido Hogan-Andre en The Main EventTunney tuvo que defender la decisión ya que Earl era un árbitro con licencia en Indiana (el partido tuvo lugar en Indianápolis); y que, como resultado de la cooperación de Earl, se convirtió en un hombre "muy rico" gracias a una recompensa de DiBiase.
Sin embargo, la historia del árbitro "gemelo malvado" se abandonó rápidamente cuando Dave aparentemente resultó herido después del partido del Evento Principal de Hogan-Andre; En una entrevista de 2001 con WWF RAW Magazine, Dave afirmó haber sufrido costillas rotas como resultado de que Earl lo pateara como parte del ángulo, lo que obligó a Dave a retirarse de la acción hasta después de WrestleMania IV. La historia cambió luego para que Earl se aclarara, y él era el árbitro cuando "Macho Man" Randy Savage ganó la final del torneo en WrestleMania IV contra "Million Dollar Man" Ted DiBiase para el Campeonato WWF.
El evento más infame en la carrera de Hebner, y posiblemente en la historia de la lucha profesional en América del Norte, se produjo durante el evento principal de la Serie Survivor de 1997 en lo que desde entonces se ha denominado el "Montreal Screwjob". Durante un partido para el Campeonato Mundial de Peso Pesado de la WWF entre el entonces campeón Bret Hart y el retador Shawn Michaels , Hebner le indicó al cronometrador que tocara el timbre (lo que significa el final del partido) mientras Michaels tenía a Hart en un asalto de francotirador. movimiento de firma, aunque Hart no se había presentado visiblemente. Michaels había "ganado" el WWF World Heavyweight Championship. Este no fue el final del partido que Hart había pedido. Hebner tenía, a instancias de Vince McMahon, "atornilló" a Hart fuera del título. La razón de la "pelea" fue que Hart, quien dejaría la compañía un mes después para unirse a la promoción rival World Championship Wrestling, no estaba dispuesto a perder el título ante Michaels en Canadá . Aunque Hart dijo que estaba dispuesto a dejar el título la noche siguiente en Raw, McMahon temía que Hart dejara la compañía con el título, llevara el cinturón a WCW y le faltara el respeto como Madusa lo había hecho en 1995 con el Campeonato Femenino WWF, tirar el cinturón a un basurero durante un Nitro en vivomostrar. Por lo tanto, decidió eliminar el título de Hart por la fuerza, instruyendo a Hebner (quien había prometido previamente a Hart "en la vida de sus hijos" que no lo traicionaría) para señalar el final del combate cuando Michaels tenía a Hart en espera de sumisión. Las consecuencias de la pelea con el tornillo condujeron a un alto grado de antagonismo hacia Hebner, McMahon y Michaels, especialmente en Canadá , donde los fanáticos a menudo cantan "¡Tornaste a Bret!" en las partes infractoras. En la misma línea, el hijo de Earl, Brian Hebner, un exárbitro de la WWE en el SmackDown. marca y actual árbitro de Impact Wrestling, recibió cánticos de "¡Tu papá se jodió a Bret!" en shows en Canadá. Sin embargo, en Right After Wrestling, Arda Ocal y Jimmy Korderas, Earl declararon que desde entonces ha hablado con Bret y han enterrado el hacha, en lo que respecta al Montreal Screwjob.
Hebner estuvo involucrado en varias historias. Encabezó el ataque del árbitro (kayfabe) en 1999, lo que dio como resultado que los árbitros recibieran la autoridad para defenderse si los luchadores lo provocaban físicamente. A principios de 2000, le costó a Triple H su Campeonato WWF contando rápidamente durante un partido entre Triple H y Chris Jericho después de semanas de abuso por parte de Triple H. Triple H finalmente obligó a Hebner a revertir la decisión, prometiendo nunca poner sus manos sobre Hebner mientras Hebner fuera empleado de WWF. Después de que Hebner le quitó el título a Jericho y se lo devolvió a Triple H, Triple H "despidió" a Hebner y rápidamente lo pedigró y lo golpeó hasta dejarlo inconsciente. Hebner fue reinstalado por Linda McMahon trece días después, reemplazando al corrupto árbitro invitado Shane McMahon durante una pelea por el título entre Triple H y The Rock en Backlash 2000 y contando la caída cuando The Rock cubrió a Triple H para el pin. Hebner también fue el primer árbitro en ser un personaje jugable en un videojuego de lucha libre, ya que fue incluido en la lista de WWF No Mercy. Durante el ángulo de Invasión a fines de 2001, Hebner se vio envuelto en una disputa que involucraba al árbitro de la WCW Nick Patrick. Patrick fue un árbitro parcial que a menudo ayudó a The Alliance a lograr victorias sobre sus oponentes de WWF. Hebner derrotó a Patrick en un partido en WWF Invasion.
El 18 de julio de 2005, WWE anunció que Hebner fue despedido de WWE por vender mercancía de WWE sin permiso. El hermano gemelo idéntico de Hebner, Dave, también fue liberado de la WWE el 19 de julio en relación con estos eventos. Estas actividades se habrían llevado a cabo desde una tienda en la que Earl Hebner tenía una propiedad parcial, la Pro Shirt Shop con sede en St. Louis. Para evitar publicidad negativa, el propietario controlador de la tienda Pro Shirt, Nick Ridenour, compró la participación de Hebner en la compañía y emitió un comunicado de prensa que afirmaba que la compañía solo recibía mercancías de distribuidores autorizados.

### Total Nonstop Action Wrestling / Impact Wrestling (2006–2017)
Siete meses después de su partida de la WWE, Hebner debutó para Total Nonstop Action Wrestling en el pay-per-view de Against All Odds el 12 de febrero de 2006. Ofició el evento principal, que vio a Christian Cage, nacido en Canadá, derrotar a Jeff Jarrett para el peso pesado mundial NWA Campeonato. Durante el partido, los comentaristas Mike Tenay y Don West aludieron al Montreal Screwjob en varias ocasiones, instando a Hebner a no llamar al timbre cuando Jarrett colocó a Cage en un francotirador. A pesar de las preocupaciones de los comentaristas, Hebner fue un árbitro imparcial. Sin embargo, una vez más causó controversia debido a sus acciones en el TNA Slammiversary 2006 pago por visión. Durante el partido del Rey de la Montaña, ayudó a Jeff Jarrett a ganar el partido empujando una escalera con Sting y el entonces campeón Christian Cage. Esto llevó al nuevo jefe de administración, Jim Cornette, a quitarle el cinturón a Jarrett cuando terminó el espectáculo, dejando el estado del cinturón en cuestión sobre quién sería el campeón. En el episodio del 22 de junio de TNA Impact!, Cornette dejó el título. En el episodio del 30 de junio, le otorgó el título a Jarrett, pero despidió a (kayfabe) Hebner. Luego, Henette fue readmitida por Cornette debido a la prueba de polígrafo de Jarrett que decía que Hebner no estaba involucrado. Hebner fue golpeado en la cara por Jeff Jarretty fue kayfabe herido. En No Surrender reemplazó al árbitro original Slick Johnson para el combate por el TNA Knockout Tag Team Championship debido a lo que sucedió en Victory Road.

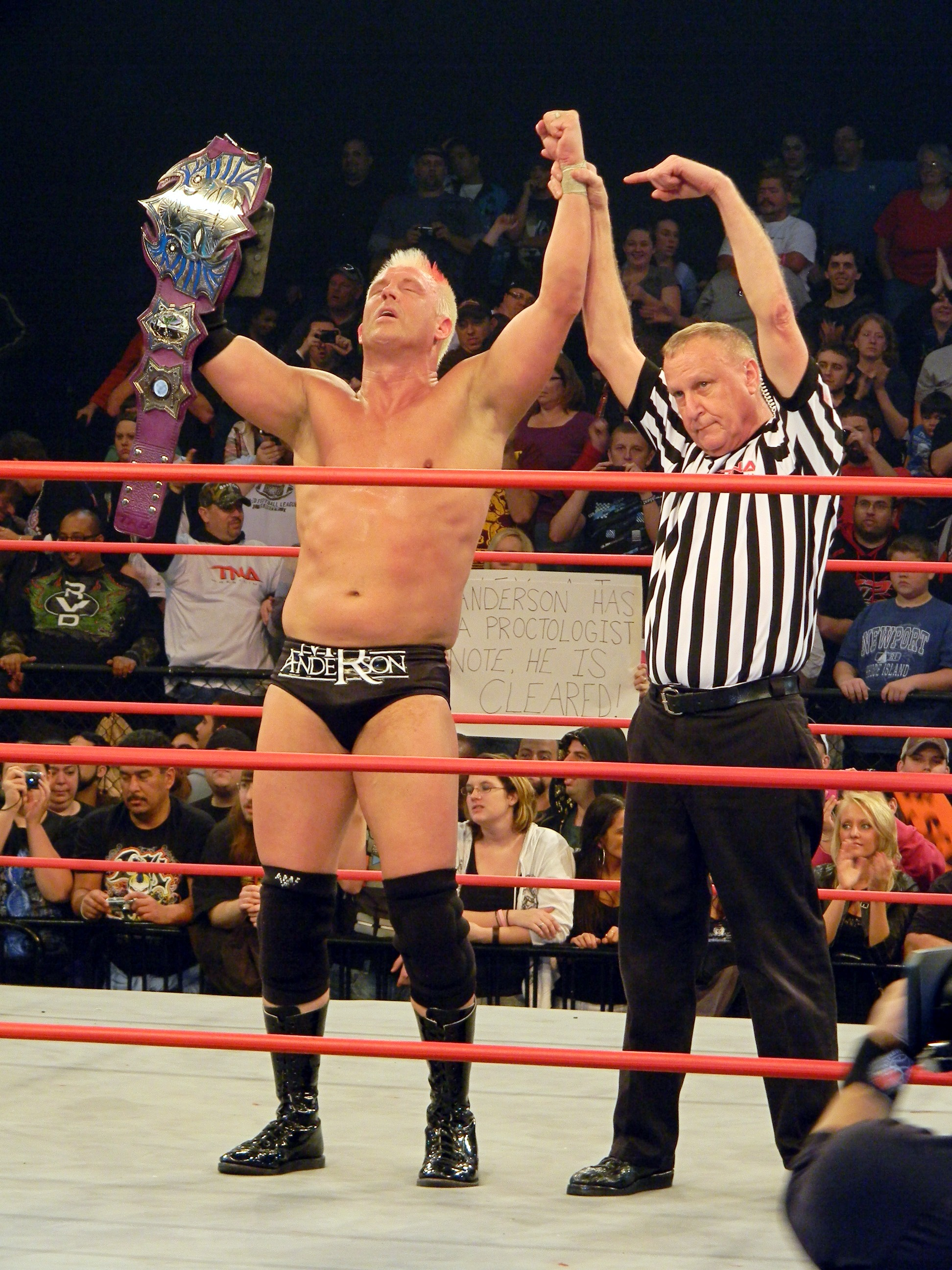
Hebner levantando el brazo de Mr. Anderson en señal de victoria tras un combate en TNA Genesis 2011.

TNA Wrestling tuvo su propia versión del Montreal Screwjob, en este caso, ¡fue un partido del Campeonato Mundial de Peso Pesado de TNA en el episodio del 21 de enero de 2010 de TNA Impact! entre Kurt Angle y el campeón defensor AJ Styles. Antes de este partido, Angle y Styles habían peleado en el Genesis de TNA pay-per-view, que también era para el Campeonato Mundial de Peso Pesado de TNA, excepto que la condición era que si Angle perdía, nunca tendría otra oportunidad por el título en 2010. En este partido, Ric Flair interfirió causando que Styles conservara su título. Hulk Hogan, ahora dirige TNA con Eric Bischoff Un tanto controvertido para algunos fanáticos, dijo que debido a la interferencia de Flair en el partido en Genesis, ¡Angle obtendría otro partido en el título de Impact! y si Flair interfiriera, Styles sería despojado del título y el título sería otorgado a Angle. Durante el partido, Angle puso su movimiento característico, el bloqueo del tobillo en los estilos, pero Styles lo revirtió y usó el bloqueo del tobillo en el ángulo que resultó en el "trabajo de tornillo" cuando el árbitro Earl Hebner llamó a la campana, aunque Angle no se sometió, similar a El Montreal Screwjob. En el episodio del 28 de enero de Impact! Earl confesó haber jodido a Bret Hart y Kurt Angle por el dinero. Hulk Hogan luego lo suspendió indefinidamente. En la edición del lunes 8 de marzo de Impact! Hogan decidió darle a Hebner una segunda oportunidad y lo hizo arbitrar el evento principal de la noche, un partido de equipo, donde Hogan y Abyss se enfrentaron a AJ Styles y Ric Flair.
En mayo de 2012, Hebner firmó una extensión de contrato con TNA, que lo mantendría con la promoción hasta 2013. En julio de 2012, Hebner comenzó una historia de romance con Madison Rayne, como parte de la cual, comenzó a ayudarla a ganar partidos, incluyendo uno para el TNA Women's Knockout Championship el 12 de agosto en Hardcore Justice. En respuesta a esta situación, el ejecutivo de Knockouts, Brooke Hogan, anunció que Hebner ya no arbitraría los partidos de Knockouts. El 17 de abril de 2014, Hebner fue readmitido como árbitro de los Knockouts, cuando Madison Rayne derrotó a Velvet Sky en una pelea callejera. El 19 de junio de 2014, Hebner participó en la pelea del Campeonato Mundial de Peso Pesado TNA entre Kenny King y Eric Young, pero después de la pérdida de King, MVP despidió a Hebner y lo hizo deshacerse de su uniforme, para disgusto de su hijo, Brian, pero fue reincorporado por el nuevo Jefe Ejecutivo de Operaciones de Lucha, Kurt Angle después de que MVP fue relevado de sus deberes por la Junta de Directores.
El 14 de septiembre de 2015, se anunció que Hebner sería incluido en la clase del Salón de la Fama de TNA de 2015. El 3 de noviembre de 2017, se informó que tanto Hebner como su hijo, Brian, se habían separado de Impact Wrestling.

### Circuito independiente (2018–2019)
El 7 de julio de 2018, Hebner arbitró lo que se anunció como su evento final en Ring Wars Carolina, que también vio el debut como árbitro de su hija, Katie.
El 1 de septiembre de 2018, Hebner arbitró All In y formó parte del partido entre Nick Aldis y Cody Rhodes para el Campeonato Mundial de Peso Pesado de la NWA .
Hebner dirigió el NWA 70th Anniversary Show en Nashville, Tennessee, y fue parte del evento principal entre Nick Aldis y Cody Rhodes para el Campeonato Mundial de Peso Pesado NWA.

### All Elite Wrestling (2019–presente)
Earl Hebner, junto con varios otros árbitros, se han unido a All Elite Wrestling y oficia principalmente el pago por visión de AEW y los episodios principales seleccionados de All Elite Wrestling: Dynamite. Él oficia un número limitado de eventos de AEW (el pago por visión y los principales programas, pero no episodios semanales).

## Vida personal
Hebner se casó dos veces, se casó por primera vez con Carol Ann Kettner de 1969 a 1977. Más tarde se casó con Susan Ann Green, el matrimonio duró de 1978 a 2000.
El hijo de Hebner, Brian Hebner, también es un árbitro profesional de lucha libre. En TNA, ambos Hebner llamaron una vez una pelea entre Beer Money y Motor City Machine Guns en Victory Road (2010), donde ambos llamaron simultáneamente a un ganador de un miembro de cada equipo, lo que obligó a que la pelea se reiniciara. Su hija Katie hizo un cameo con TNA en 2008 como "Katie Kim", la hermana de Gail Kim. En febrero de 2012, Katie declaró que había comenzado a entrenar como luchadora.
El hermano gemelo idéntico de Hebner, Dave , también es un árbitro de lucha libre y un promotor.
Hebner se interpretó a sí mismo en el episodio "Dieciséis velas y hombres de cuatrocientas libras" de Boy Meets World. Las imágenes de archivo de uno de sus partidos de WWF también se presentaron en la película Encino Man.
En julio de 2016, Hebner fue nombrado parte de una acción de clase demanda presentada contra la WWE, que alegaron que los artistas incurre en "lesiones neurológicas a largo plazo" y que la empresa "rutinariamente fallado a la atención" para ellos y "de manera fraudulenta información falsa y oculta" la naturaleza y el alcance de esas heridas La demanda fue litigada por el abogado Konstantine Kyros, quien ha estado involucrado en una serie de otras demandas contra la WWE, principalmente por encefalopatía traumática crónica, un problema que se ha puesto a la vanguardia de las lesiones relacionadas con el deporte, especialmente después del doble asesinato de Chris Benoit. y el suicidio. En septiembre de 2018, la jueza de distrito estadounidense Vanessa Lynne Bryant desestimó la demanda.

## Premios y logros
- Ground Xero Wrestling
  - GXW Hall of Fame (Clase de 2016)[1]

- Total Nonstop Action Wrestling
  - TNA Hall of Fame (Clase de 2015)